# 貢光
貢光 (1941年4月6日-) 是一位柬埔寨政治人物和前柬埔寨參議員。他曾為桑兰西党的黨員並曾在桑蘭西辭職以領導柬埔寨救国党時擔任桑兰西党黨主席。 他曾經為柬埔寨人民黨的一個黨員並在1986年到1987年時擔任柬埔寨的外交部長。
在2019年時，貢光被贈與高棉意志黨的榮譽主席名位。